# Tatianaerhynchites
Genre
Tatianaerhynchites est un genre d'insectes coléoptères de la famille des Attelabidae (ou des Rhynchitidae selon les classifications).

## Liste d'espèces
Selon NCBI (4 septembre 2014) :
- Tatianaerhynchites aequatus

## Publication originale
- (en + ru) Andrei Alexsandrovitch Legalov, « Новый род Tatianaerhynchites gen.n. (Coleoptera, Rhynchitidae, Rhynchitini) из Западной Палеарктики », Euroasian Entomological Journal, vol. 1, no 1,‎ 2002, p. 87-90 (ISSN 1684-4866, lire en ligne).